# Bengkulu
Bengkulu – miasto w Indonezji na Sumatrze nad Oceanem Indyjskim; stolica prowincji Bengkulu.
Powierzchnia 151,7 km²; 309 tys. mieszkańców (2010).
Ośrodek turystyczny; rybołówstwo (gł. tuńczyki i makrele); port morski Baoi (wywóz węgla, imbiru, kauczuku). W mieście rozwinął się przemysł drzewny, metalowy oraz włókienniczy.
Założone w 1685 r. przez Brytyjską Kompanię Wschodnioindyjską jako faktoria (handel pieprzem) i garnizon; w 1714 r. wybudowano Fort Marlborough (istnieje do dziś); faktoria nie przynosiła spodziewanych dochodów i w 1824 r. została przekazana Holendrom; pozostała w ich rękach aż do II wojny światowej. Od 1945 r. należy do Indonezji.